# Юницикл

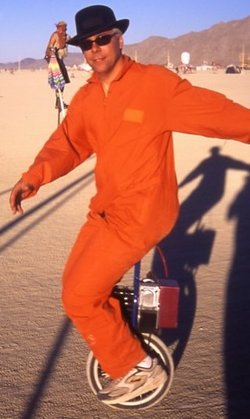

«Юницикл» (англ. Eunicycle) — частично самобалансирующийся моторизированный моноцикл с программным управлением, который изобрёл Тревор Блэквелл. Основывается на системе управления, подобной той, что использована в скутере «Сегвей» (англ. Segway HT); сервопривод приводит в действие колесо, сохраняя точку контакта с ним ниже центра масс моноцикла в направлении спереди-назад. Для балансирования из стороны в сторону управляющий средством передвижения должен вращать «Юницикл» в том же направлении, что и управляющий моноциклом, заставляя сервопривод балансировать в выбранном направлении.
Юницикл основывается на открытых разработках; чертежи и исходный код программного обеспечения доступны на сайте.

## Внешняя ссылка
- https://web.archive.org/web/20120207115258/http://tlb.org/eunicycle.html